# 関西風きりたんぽ
関西風きりたんぽ（かんさいふうきりたんぽ）とは、三重県津市一志町の郷土料理 。一志米を固めに炊いたご飯を半潰しにして棒に巻きつけ、時間をかけてキツネ色になるまで焼きあげる。鍋で鶏肉やゴボウなどと煮る場合もある。

## 脚註
1. ↑  関西風きりたんぽ - 三重県の生活文化紹介（三重県教育委員会ウェブサイト）
2. ↑  あぐりネット三重中央